# 완산구
완산구(完山區)는 대한민국 전북특별자치도 전주시 남부에 위치한 구이다. 효자동에 전북특별자치도청이 소재한다. 전주천과 삼천이 남에서 북으로 시가지 중심을 가로지르며 흐르고 있다.

## 역사
- 1988년 7월 1일 : 전주시 완산출장소를 개소하였다.[5]
- 1989년 1월 1일 : 완주군 구이면 석구리, 원당리가 평화동으로, 중인리, 용복리가 삼천동으로 편입되었다.[6]
- 1989년 5월 1일 : 완산출장소가 완산구로 승격하였다.[7] (22행정동)
- 1990년 7월 1일 : 효자동이 효자1동, 효자2동으로 분동하였다.[8] (23행정동)
- 1990년 8월 1일 : 완주군 이서면 상림리, 중리가 효자2동(법정동: 상림동, 중동)으로 편입되었다.[9]
- 1992년 5월 1일 : 효자3동이 효자2동에서 분동하였다.[10] (24행정동)
- 1994년 8월 8일 : 삼천동이 삼천1동, 삼천2동으로 분동하였다.[11] (25행정동)
- 1996년 2월 26일 : 평화동이 평화1동, 평화2동으로 분동하였다.[12] (26행정동)
- 1996년 9월 1일 : 다가동·고사동이 중앙동에, 경원동·전동이 풍남동에, 태평1동과 태평2동이 태평동으로 합동(合洞)하고, 중화산동이 중화산1동, 중화산2동으로, 삼천3동이 삼천2동에서, 효자4동이 효자3동에서 분동하였다.[13] (24행정동)
- 1998년 8월 1일 : 남고동이 동서학동에 합동하였다.[14] (23행정동)
- 2005년 8월 1일 : 태평동이 중앙동에, 교동이 풍남동에 합동하고, 중노송1동, 중노송2동, 남노송동과 덕진구 서노송동(완산구 편입)이 노송동으로, 동완산동, 서완산동이 완산동으로 합동하였다.[15] (18행정동)
- 2018년 7월 1일: 효자4동의 법정동이었던 중동을 덕진구에 신설된 혁신동으로 이관하고, 효자5동이 효자4동에서 분동하였다. (19행정동)

## 행정 구역
완산구는 19행정동과 46법정동으로 구성되어 있다. 완산구의 면적은 전주시 전체 면적(205.5 km2)의 45%에 해당하는 92.54 km2이고, 인구는 2019년 12월 말 주민등록 기준으로 33만8839 명, 14만3731 가구이다.
| \| 행정동 \| 한자 \| 면적 (km2) \| 인구 \| 세대 \| \| --------- \| --------- \| ---------- \| ------- \| ------- \| \| 중앙동 \| 中央洞 \| 1.35 \| 7,839 \| 3,932 \| \| 풍남동 \| 豊南洞 \| 2.05 \| 4,492 \| 2,538 \| \| 노송동 \| 老松洞 \| 2.09 \| 13,105 \| 6,397 \| \| 완산동 \| 完山洞 \| 0.99 \| 5,107 \| 2,618 \| \| 동서학동 \| 東捿鶴洞 \| 15.64 \| 6,747 \| 3,226 \| \| 서서학동 \| 西捿鶴洞 \| 2.97 \| 9,141 \| 4,426 \| \| 중화산1동 \| 中華山1洞 \| 1.22 \| 15,136 \| 6,203 \| \| 중화산2동 \| 中華山2洞 \| 1.72 \| 19,906 \| 8,540 \| \| 서신동 \| 西新洞 \| 2.39 \| 40,261 \| 15,991 \| \| 평화1동 \| 平和1洞 \| 1.49 \| 12,976 \| 6,804 \| \| 평화2동 \| 平和2洞 \| 15.23 \| 46,205 \| 17,767 \| \| 삼천1동 \| 三川1洞 \| 1.27 \| 12,736 \| 5,295 \| \| 삼천2동 \| 三川2洞 \| 0.95 \| 14,367 \| 6,070 \| \| 삼천3동 \| 三川3洞 \| 26.60 \| 23,248 \| 8,885 \| \| 효자1동 \| 孝子1洞 \| 1.02 \| 11,720 \| 4,936 \| \| 효자2동 \| 孝子2洞 \| 0.84 \| 10,779 \| 4,576 \| \| 효자3동 \| 孝子3洞 \| 0.79 \| 15,481 \| 5,822 \| \| 효자4동 \| 孝子4洞 \| 7.71 \| 32,082 \| 13,022 \| \| 효자5동 \| 孝子5洞 \| 6.27 \| 37,511 \| 16,683 \| \| 완산구 \| 完山區 \| 92.54 \| 338,839 \| 143,731 \| |           |            |         |         |
| 행정동 | 한자      | 면적 (km2) | 인구    | 세대    |
| 중앙동 | 中央洞    | 1.35       | 7,839   | 3,932   |
| 풍남동 | 豊南洞    | 2.05       | 4,492   | 2,538   |
| 노송동 | 老松洞    | 2.09       | 13,105  | 6,397   |
| 완산동 | 完山洞    | 0.99       | 5,107   | 2,618   |
| 동서학동 | 東捿鶴洞  | 15.64      | 6,747   | 3,226   |
| 서서학동 | 西捿鶴洞  | 2.97       | 9,141   | 4,426   |
| 중화산1동 | 中華山1洞 | 1.22       | 15,136  | 6,203   |
| 중화산2동 | 中華山2洞 | 1.72       | 19,906  | 8,540   |
| 서신동 | 西新洞    | 2.39       | 40,261  | 15,991  |
| 평화1동 | 平和1洞   | 1.49       | 12,976  | 6,804   |
| 평화2동 | 平和2洞   | 15.23      | 46,205  | 17,767  |
| 삼천1동 | 三川1洞   | 1.27       | 12,736  | 5,295   |
| 삼천2동 | 三川2洞   | 0.95       | 14,367  | 6,070   |
| 삼천3동 | 三川3洞   | 26.60      | 23,248  | 8,885   |
| 효자1동 | 孝子1洞   | 1.02       | 11,720  | 4,936   |
| 효자2동 | 孝子2洞   | 0.84       | 10,779  | 4,576   |
| 효자3동 | 孝子3洞   | 0.79       | 15,481  | 5,822   |
| 효자4동 | 孝子4洞   | 7.71       | 32,082  | 13,022  |
| 효자5동 | 孝子5洞   | 6.27       | 37,511  | 16,683  |
| 완산구 | 完山區    | 92.54      | 338,839 | 143,731 |

## 관광
- 풍남문

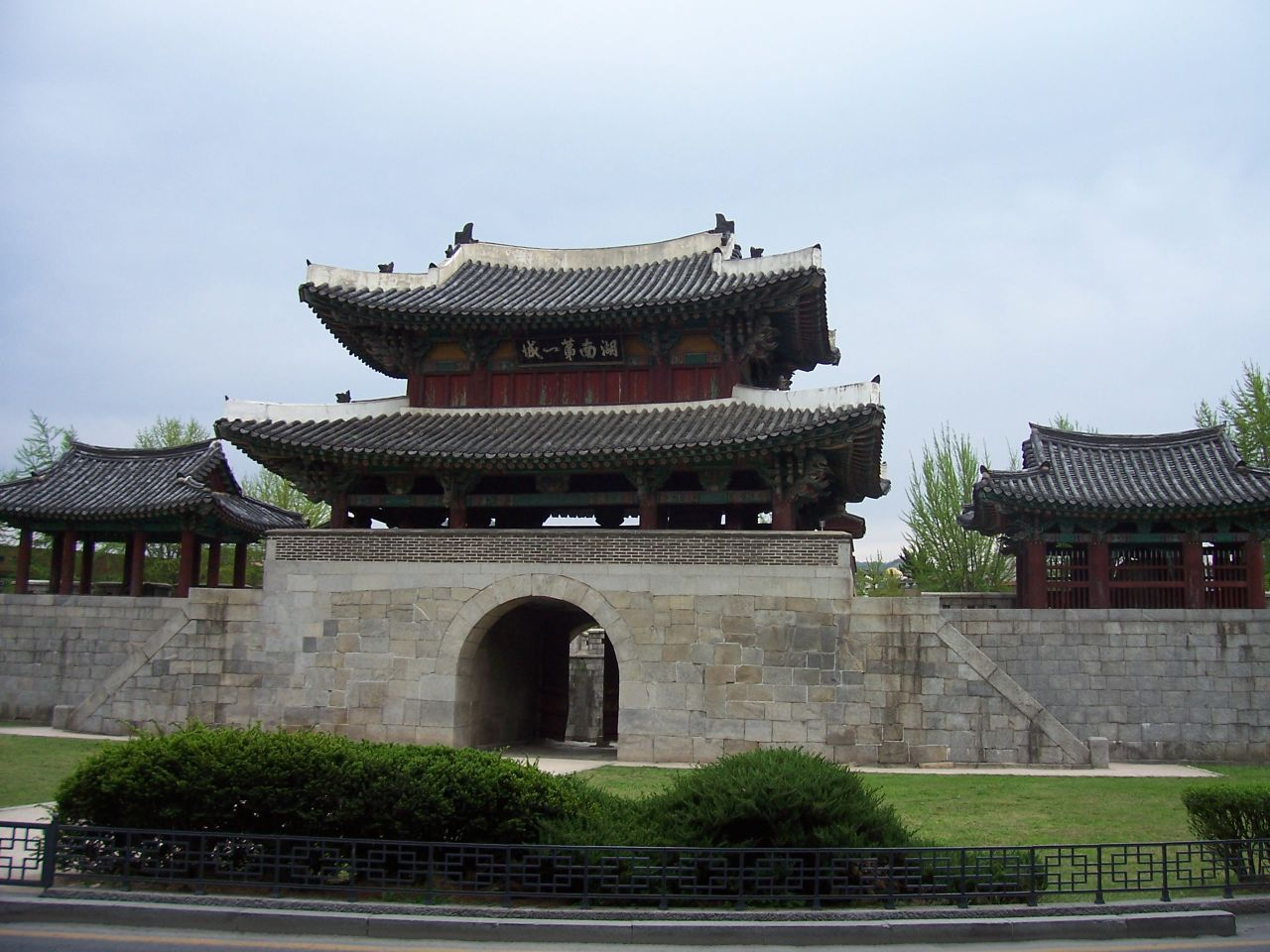
풍남문

풍남문은 대한민국의 보물 제308호이다. 전주를 상징하고 있는 풍남문은 원래 전주부성의 4대문 가운데 남문으로, 고려 공양왕 때 창건되었다가 조선 영조 때 소실되어 문루를 보수하여 남문을 풍남문, 서문을 패서문으로 개칭하였다. 이는 전주가 이씨 조선 왕조의 발상지라는 의미에서 풍패(豊沛)를 각각 머리 글자로 사용했던 것이다.
- 전주 객사

전주 객사는 대한민국의 보물 제583호로, 조선시대의 건축물이다. 조선 초 전주부성을 창건할 때 같이 지은 것으로 추정된다. 그 뒤 1473년 성종 3년에 전주부윤 조근이 전주사고를 창설할 때 남은 재력으로 개축했다는 기록이 있다. 객사는 빈객을 접대하고 숙박시키는 곳이지만 전패를 모시고 국왕에 대하여 예를 행하던 곳이며 조정의 칙사가 오면 이곳에 유숙하면서 교지를 전하기도 하였고, 지방 고관이 부임하면 먼저 이 곳에 들러 배례를 올렸다.
- 전주 경기전

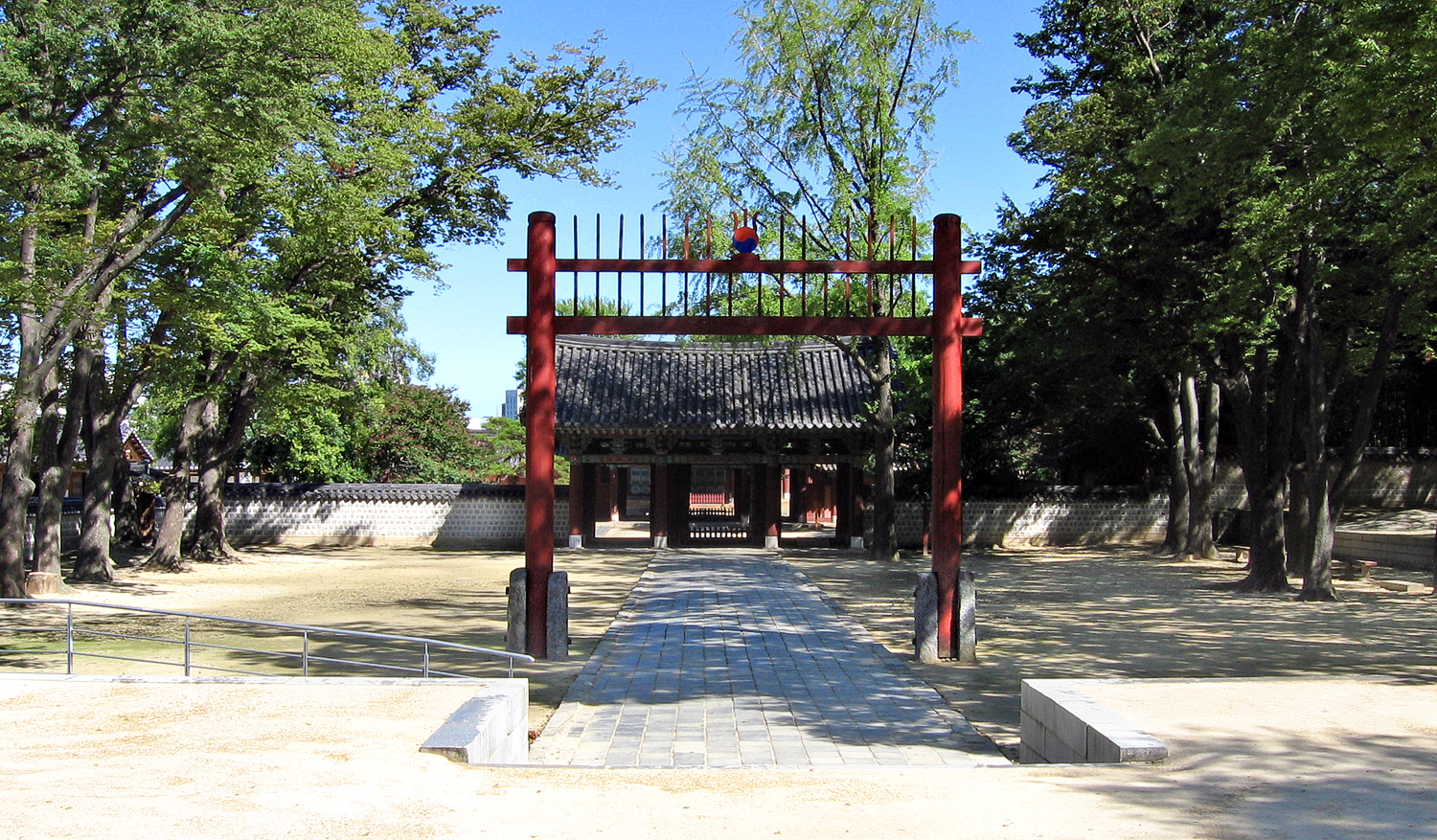
전주 경기전

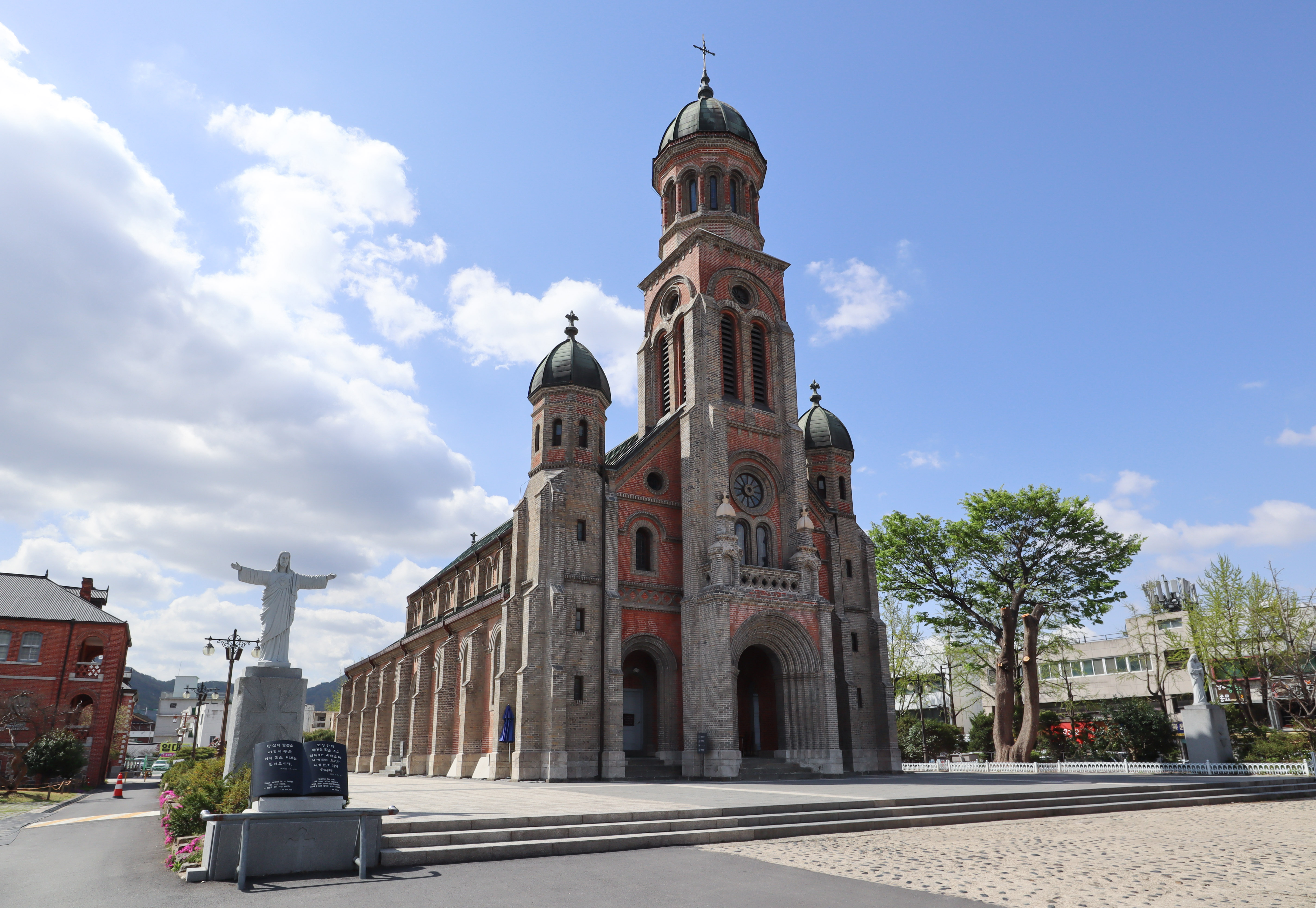
전주 전동성당

전주경기전은 대한민국 사적 제339호로 전주시 완산구 태조로 44에 위치하고 있다. 조선 태조의 영정(보물 931)을 봉안한 전각이다. 임진왜란 때 소실되어 광해군 6년(1614년)에 중건되었다.
- 전주한옥마을

전주한옥마을은 경기전 앞을 지나는 길이 태조로인데 이 태조로를 중심으로 교동과 풍남동 일대의 도심지에 650여채의 한옥들이 군락을 이루고 있는데 이곳이 바로 전주한옥마을이다. 전주전통술박물관에선 한국에서 생산되는 전통주들을 만날 수 있고 전주전통한지원에선 닥나무로 한지를 만드는 과정을 볼 수 있다. 그 외에 전통문화센터, 한옥생활체험관, 공예품 전시관, 기전전통 문화원, 한방문화센터, 전통찻집 등 문화공간이 있다.
- 전동성당

전동성당은 전주시 완산구 태조로 51에 위치하고 있으며 1914년에 준공되었다. 건축면적 약 624 m2이며 호남지역 서양식 근대건축물로써는 가장 오래된 건축물로 사적 제228호에 지정되었다.

## 교육 기관
- 중학교

|                                | \| 1학군 (나머지는 덕진구에 소재) \| - 전주신일중학교 \| \| 2학군 \| - 전주우전중학교 - 전주해성중학교 - 전주풍남중학교 - 전주서중학교 - 전주서신중학교 - 전주우림중학교 - 전주기전중학교 - 전주근영중학교 - 서전주중학교 - 전주서곡중학교 - 전주용흥중학교 - 전주효문여자중학교 \| \| 3학군 \| - 전주신흥중학교 - 전주완산중학교 - 전주남중학교 - 전주양지중학교 - 전주효정중학교 - 전주평화중학교 - 전주곤지중학교 - 전주성심여자중학교 \| |
| 1학군 (나머지는 덕진구에 소재) | - 전주신일중학교 |
| 2학군                          | - 전주우전중학교 - 전주해성중학교 - 전주풍남중학교 - 전주서중학교 - 전주서신중학교 - 전주우림중학교 - 전주기전중학교 - 전주근영중학교 - 서전주중학교 - 전주서곡중학교 - 전주용흥중학교 - 전주효문여자중학교 |
| 3학군                          | - 전주신흥중학교 - 전주완산중학교 - 전주남중학교 - 전주양지중학교 - 전주효정중학교 - 전주평화중학교 - 전주곤지중학교 - 전주성심여자중학교 |

- 초등학교

|  | - 전주중산초등학교 - 전주중앙초등학교 - 전주중인초등학교 - 전주지곡초등학교 - 전주초등학교 - 전주평화초등학교 - 전주풍남초등학교 - 전주한들초등학교 - 전주화산초등학교 - 전주효림초등학교 - 전주효문초등학교 - 전주효자초등학교 | - 전주남초등학교 - 전주대성초등학교 - 전주동초등학교 - 전주문정초등학교 - 전주삼천남초등학교 - 전주삼천초등학교 - 전주서곡초등학교 - 전주서문초등학교 - 전주서신초등학교 - 전주서원초등학교 - 전주서일초등학교 - 전주서천초등학교 | - 전주신성초등학교 - 전주양지초등학교 - 전주여울초등학교 - 전주완산서초등학교 - 전주완산초등학교 - 전주용흥초등학교 - 전주우전초등학교 - 전주교육대학교 전주부설초등학교 - 전주대정초등학교 - 전주용와초등학교 - 전주문학초등학교 - 전주우림초등학교 |

## 같이 보기
- 덕진구